# Evangelische Stadtkirche (Haiger)

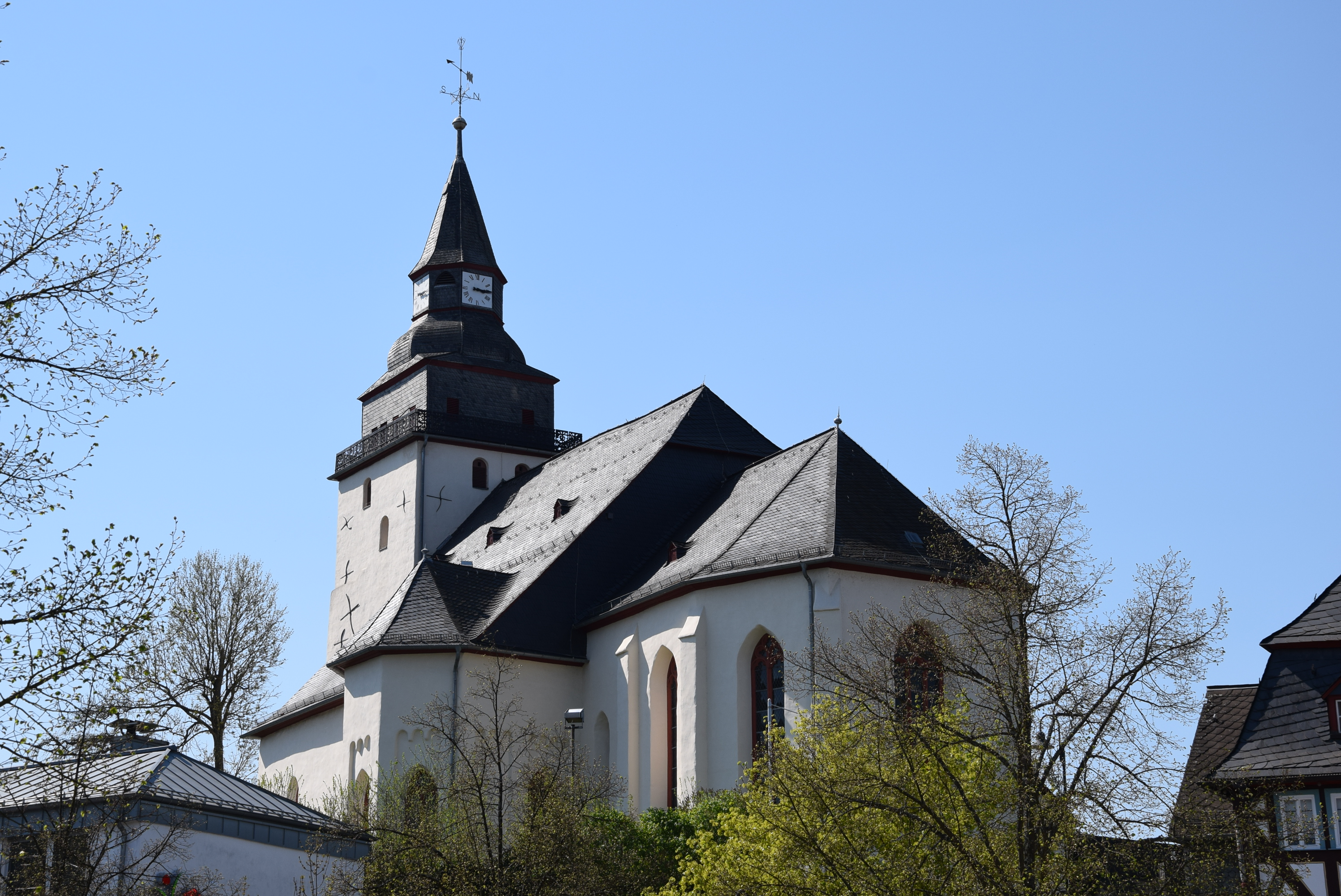
Stadtkirche in Haiger

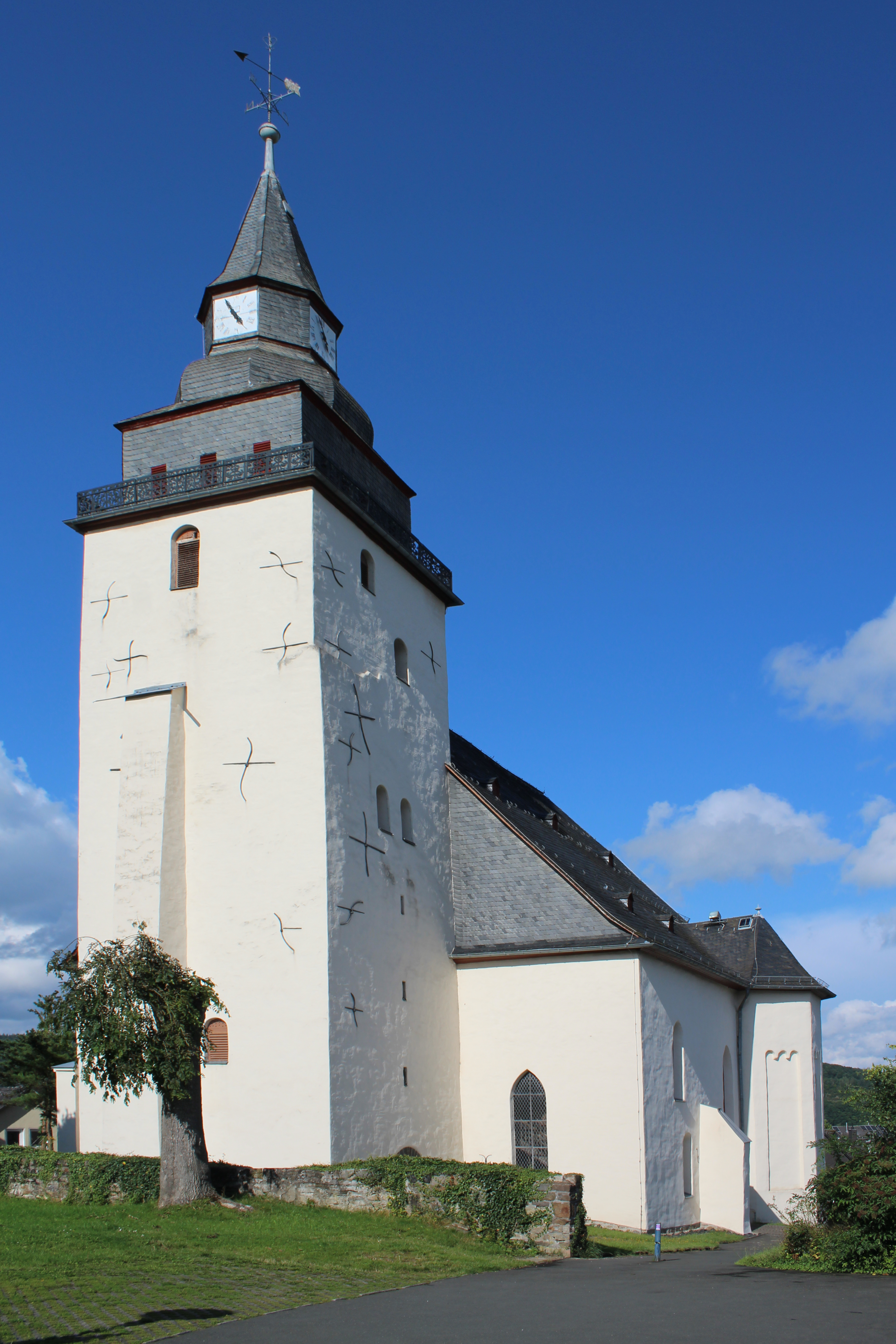
Im Kern romanischer Westturm

Die Evangelische Stadtkirche in Haiger im Lahn-Dill-Kreis (Mittelhessen) ist eine spätgotische Hallenkirche. Der Unterbau des Westturms geht in seinen ältesten Teilen auf das 11. Jahrhundert zurück, der Fünfachtelschluss mit seinen bedeutenden spätgotischen Wandmalereien auf die zweite Hälfte des 15. Jahrhunderts und die dreischiffige, dreijochige Halle auf den Anfang des 16. Jahrhunderts. Die denkmalgeschützte Kirche ist das Wahrzeichen von Haiger und aufgrund ihrer geschichtlichen, künstlerischen und städtebaulichen Bedeutung hessisches Kulturdenkmal.

## Geschichte
Der Kirchberg war vermutlich schon in vorchristlicher Zeit besiedelt. Die Ersterwähnung einer Kirche fällt ins Jahr 914, als der ostfränkische König Konrad I. eine Taufkirche (baptismalem ecclesiam), den Hof Heiger mit dem Zehnten und die Marktrechte dem Walpurgisstift Weilburg schenkte. Durch diese Verbindung kam sie 993 für einige Zeit an das Hochstift Worms. Eine neue oder erweiterte Kirche unterstand 1048 dem Patrozinium von Jesus Christus, des heiligen Kreuzes der Mutter Maria und aller Heiligen. Erzbischof Eberhard von Trier bestätigte in einer Urkunde die Grenzen der Kirche und des Haigergaus. Haiger war Mutterkirche und Sitz eines gleichnamigen Dekanats, das die Pfarreien des gesamten Amtes Dillenburg umfasste. Das alte Kirchspiel Haiger bildete ein Archidiakonat (Landkapitel), zu dem die späteren Kirchspiele Bergebersbach, Burbach, Daaden, Dresselndorf, Frohnhausen, Haiger, Kirburg, Liebenscheid, Neunkirchen sowie ein Teil von Gebhardshain und wohl auch das alte Kirchspiel Herborn gehörten. Die Zugehörigkeit weiterer Orte ist umstritten, da ein vollständiges Pfarreienverzeichnis des Archidiakonats fehlt. Nachdem die genannten Pfarreien selbstständig geworden waren, verblieben beim Kirchspiel Haiger die Orte Allendorf, Dillbrecht, Fellerdilln, Flammersbach, Haigerhütte, Haiger-Seelbach, Langenaubach, Manderbach, Niederroßbach und zum Teil Oberroßbach, Rodenbach, Sechshelden, Steinbach und Wilgersdorf. Das Dekant Haiger gehörte im ausgehenden Mittelalter zum Archidiakonat St. Lubentius Dietkirchen im Bistum Trier. Das Dekanat Haiger war das nördlichste Dekanat im Bistum und grenzte südlich an die Dekanate Dietkirchen und Wetzlar an.

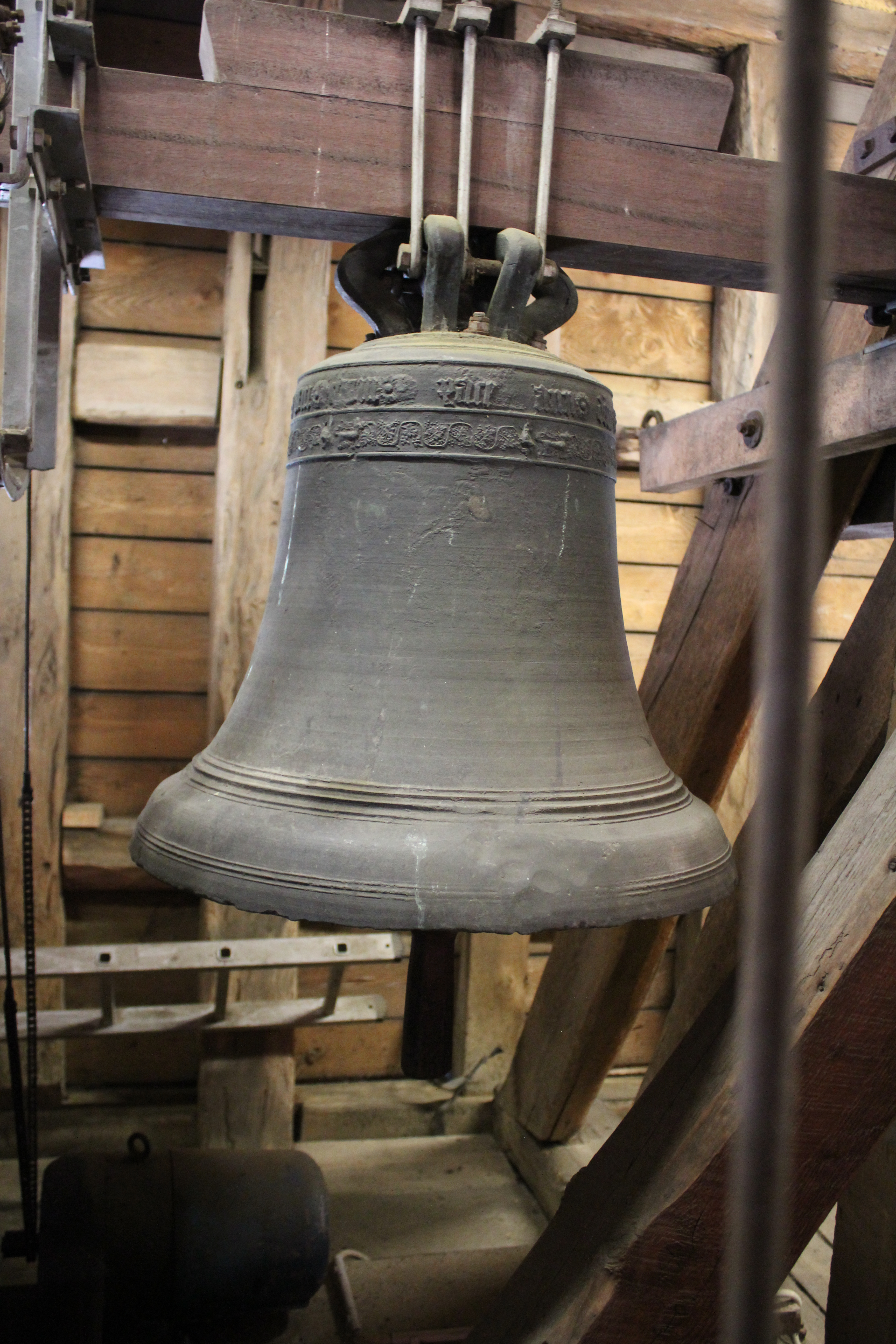
Bruweiler-Glocke von 1449

Johann von Br(a)uweiler goss 1449 eine spätgotische Glocke, die erhalten ist. Um 1460 erhielt ein romanisches oder frühgotisches Schiff mit Querhaus eine hölzerne Balkendecke, die aber wenige Jahre später verbrannte. Zwischen 1460 und 1494 erfolgte der Anbau des Chors. Die Ausmalung aus den Jahren 1485 bis 1490 wurde von den letzten Rittern, Hermann von Haiger und seinem Sohn Jost von Haiger, finanziert. Im Nordosten wurde eine Marienkapelle als Grablege derer von Haiger angelegt, die später als Sakristei diente. Das Hallenlanghaus mit seinen Seitenschiffen wurde zu Beginn des 16. Jahrhunderts, also noch in vorreformatorischer Zeit, fertiggestellt. Steinerne Gewölbe ersetzten die flache Holzbalkendecke.
Unter Wilhelm Graf von Nassau-Dillenburg wurde die Reformation in der Grafschaft Nassau-Dillenburg in den 1530er Jahren in mehreren Stufen eingeführt. Die Einführung der nürnberg-brandenburgischen Kirchenordnung 1533/1534 war ein öffentliches Bekenntnis zum Protestantismus. Sie erschien 1537 in überarbeiteter Form einer Agende unter dem Titel „Instruction für die ainfaltigen pfarherren und kirchendiene“. Mit der Reformation änderte sich auch die kirchliche Organisationsform. Mit 15 anderen Pfarreien bildete Haiger die Synode Dillenburg.
Um 1578 wechselte die Gemeinde zum reformierten Bekenntnis. Aufgrund des Bilderverbots der Reformierten wurden die Fresken um 1585 übertüncht. Dies trug unbeabsichtigt zu ihrer Konservierung bei, so während des Stadtbrandes 1723, der auch die Kirche erfasste. Im Jahr 1608 wurden im Langhaus Emporen eingebaut, die in den 1870er Jahren ersetzt wurden.
Nachdem 1902 die Übertünchung stellenweise abgebröckelt und an einigen Stellen Malereien zutage getreten waren, wurden diese 1905 im Chor durch den Kölner Kirchenmaler Wilhelm Batzem freigelegt. Die Reste von Malereien im Schiff waren hingegen unzusammenhängend und wurden wieder übertüncht. Zeitgleich erfolgte 1904/1905 die Renovierung des Turm. 1954 wurden die Chorfresken restauriert und die Malereien am Chorbogen durch Kirchenmaler Hermann Velte freigelegt. Nach Entfernung der Emporen im nördlichen Querarm erfolgte 1975/1976 die Freilegung der Wandmalerei mit dem hl. Christophorus. Von 1973 bis 1977 wurde eine weitere Turmrenovierung durchgeführt.
Verschiedene Untersuchungen ab dem Jahr 2002 ergaben einen Sanierungsbedarf von € 500.000, der die Erneuerung des Putzes, schadhafter Balken im Dachwerk, der Verschieferung des nördlichen Daches, des steinernen Turmaufgangs, der Heizung und der Elektronik sowie einen neuen Anstrich umfasste. In mehreren Bauabschnitten wurden der Turm, das Schiff und der Chor bis 2006 saniert.
Die evangelische Kirchengemeinde Haiger wird von zwei Pfarrstellen betreut. Sie umfasst die Kernstadt und die Ortsteile Rodenbach und Steinbach und gehört zum Evangelischen Dekanat an der Dill in der Evangelischen Kirche in Hessen und Nassau.

## Architektur

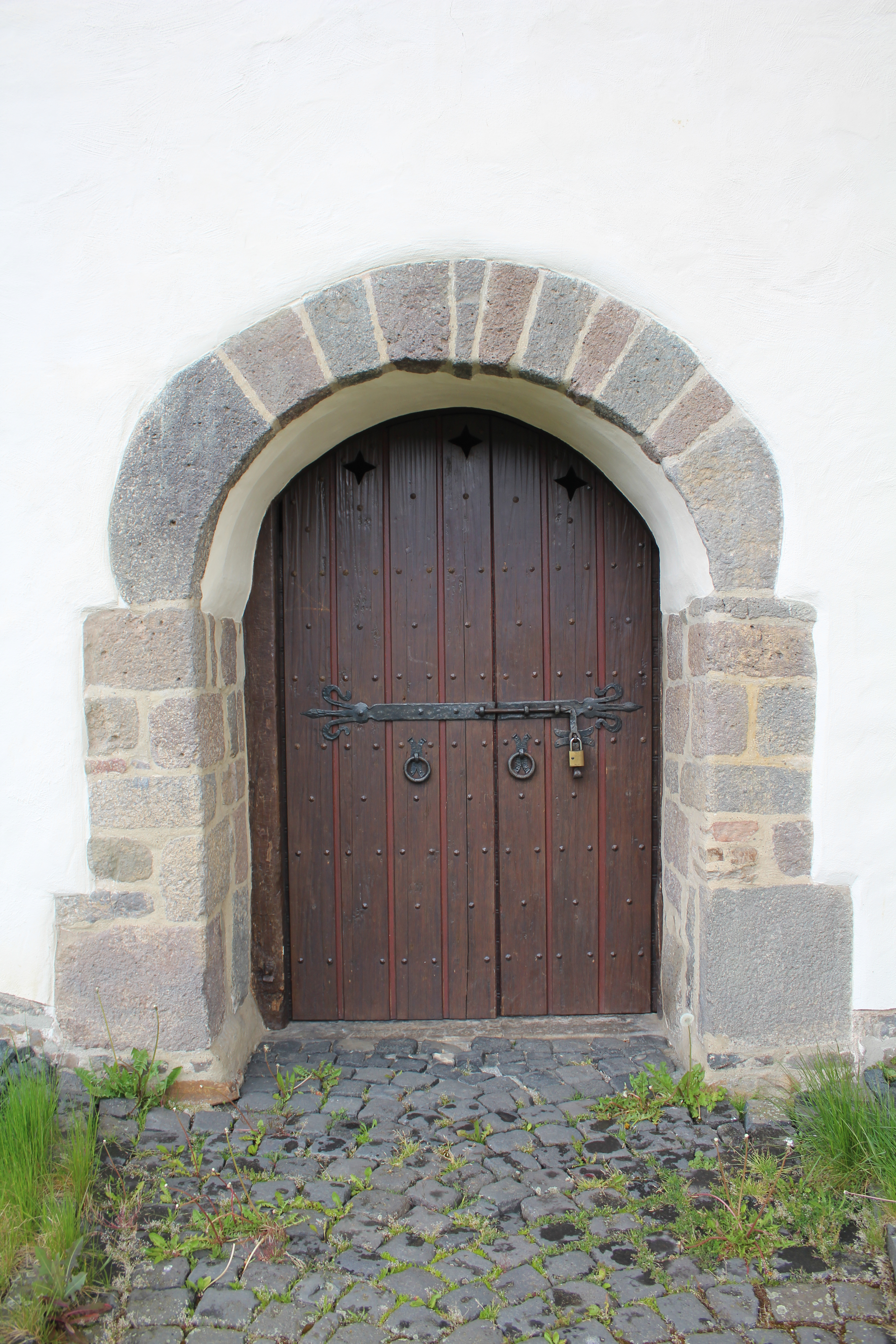
Romanisches Turmportal

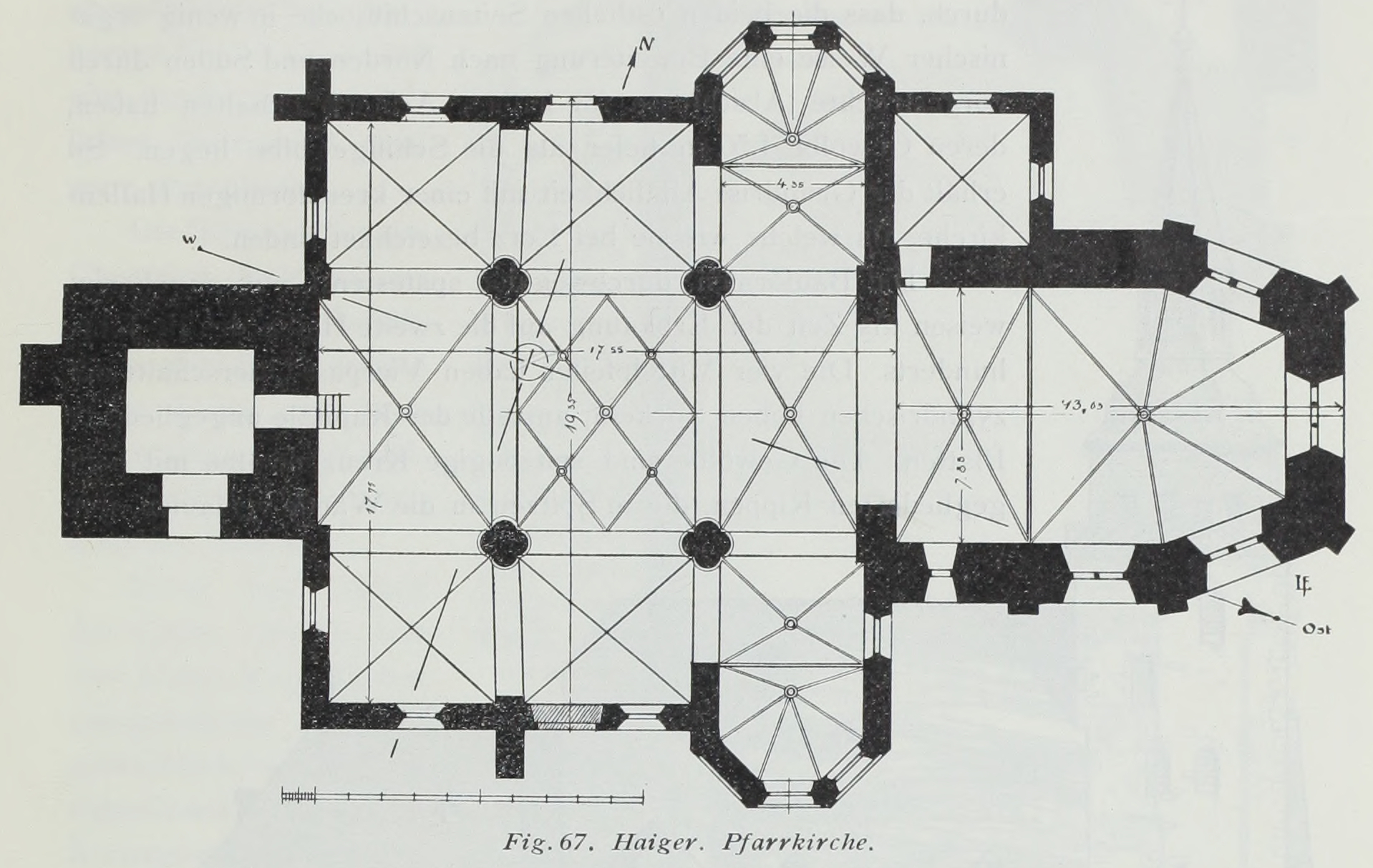
Grundriss der Stadtkirche

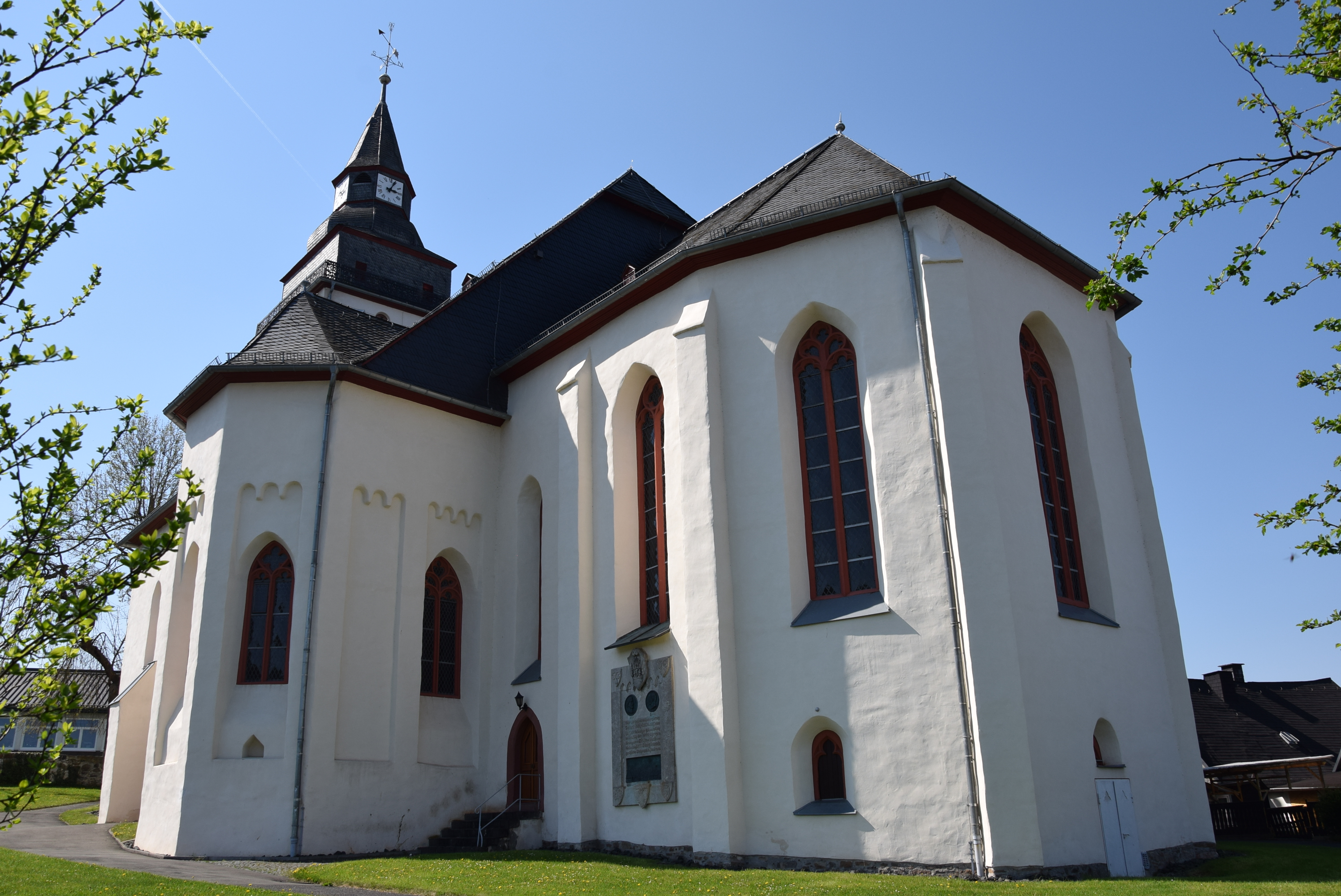
Ansicht von Südosten

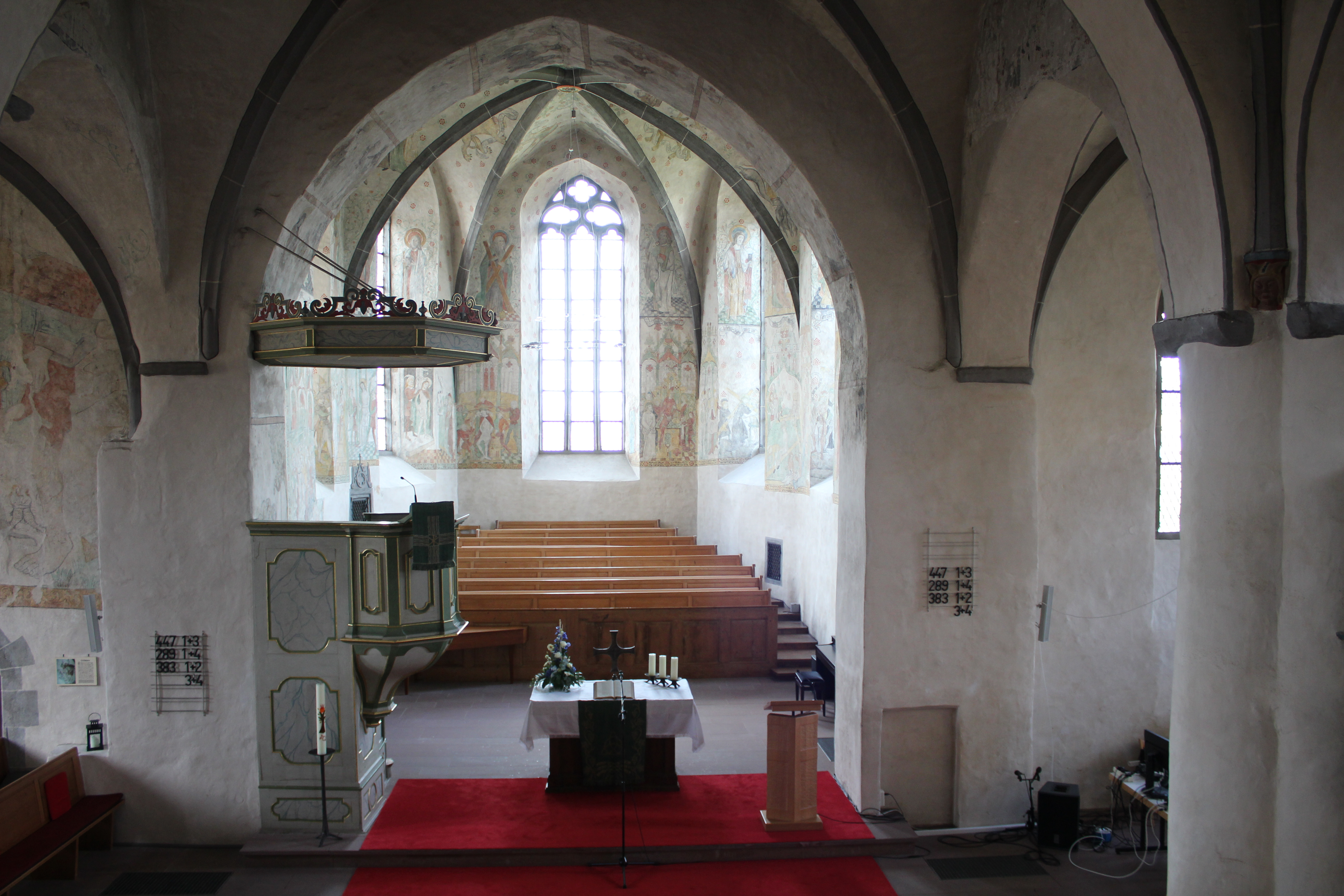
Innenraum Richtung Chor

Die verputzte Hallenkirche mit Westturm und Fünfachtelschluss ist nicht exakt geostet, sondern nach Ost-Nordost ausgerichtet. Sie ist repräsentativ auf einer befestigten Anhöhe im alten Ortszentrum errichtet. Sie erhielt 2005 einen beige-weißen Anstrich. Das Maßwerk der Fenster und die Portalgewände von Langhaus und Chor heben sich in Rot ab.
Ältester Baukörper ist der massiv aufgemauerte, ungegliederte, kräftige Westturm auf quadratischem Grundriss, der im unteren Teil auf das Jahr 1048 zurückgeht und im 15. und 18. Jahrhundert erneuert wurde. Der Turm, der im Westen durch einen geböschten Strebepfeiler gestützt wird, ist gegenüber dem Kirchenschiff eingezogen. Der Turmschaft, der den Dachfirst des Schiffs überragt, ist im unteren Teil aus blockförmigen Basalt-Tuffsteinen in rot-schwarzem Wechsel aufgeführt. Der Mörtel enthält roten Ton, was auf eine Bauweise vor dem 12. Jahrhundert hinweist. An der Südseite sind vier rundbogige Öffnungen und drei kleine Schlitzfenster eingelassen, an der Westseite zwei rundbogige Öffnungen und an der Nordseite vier rundbogige Öffnungen und ein Schlitzfenster. Zahlreiche Kreuzanker sichern das Mauerwerk. Zugänglich ist der Turm durch ein Rundbogenportal an der Südseite. Dem Turmschaft ist ein hölzerner Aufbau aufgesetzt, der vollständig verschiefert ist. Das quaderförmige Glockengeschoss mit kleinen Schallöffnungen für das Geläut hat einen Umgang. Im Inneren beherbergt es ein Fünfergeläut. Neben der Bruwiler-Glocke von 1449 hängt eine Glocke von 1854. Die anderen historischen Glocken wurden in den Weltkriegen eingeschmolzen. Die Firma Rincker goss 1948 eine und nach 1955 zwei weitere Glocken als Ersatz. Aus dem flachen Zeltdach entwickelt sich eine achtseitige Haube, der eine Laterne aufgesetzt ist, an deren Seiten die vier Zifferblätter der Turmuhr angebracht sind. Der gedrungene, oktogonale Spitzhelm wird von einem Turmknauf, einer kreuzförmigen Windrose und einem Windrichtungsanzeiger bekrönt.
Das Hallenlanghaus auf annähernd quadratischem Grundriss hat drei Schiffe mit je drei Jochen, die auf vier Mittelsäulen ruhen, und tendiert dadurch zu einem Zentralbau. Allerdings sind die östlichen beiden Jochen der Seitenschiffe anders ausgebildet. An ein schmales rechteckiges Joch kragen nach Norden und Süden Dreiachtelschlüsse aus, sodass der Eindruck einer Hallenkirche mit kreuzförmigem Grundriss entsteht. Durch die Querhausarme, die wohl an den Vorgängerbau erinnern, entsteht eine Dreikonchenanlage. Im Inneren liegen die östlichen Joche der Seitenschiffe etwa 1,50 Meter tiefer als die übrigen Joche. Das Mittelschiff ist gegenüber den Seitenschiffen breiter und leicht überhöht.
Die quadratisch angeordneten Mittelsäulen mit vierpassförmigem Querschnitt auf zylindrischen Sockeln enden in Platten. Die Jochen haben überwiegend Kreuzrippengewölbe, deren Rippen Hohlkehlen aufweisen und im Mittelschiff auf Wappen- oder Kopfkonsolen ruhen. Die Fenster haben schräge Laibungen und sind unterschiedlich in Form, Größe und Position, aber überwiegend spitzbogig mit zweibahnigem Maßwerk mit Nonnenköpfen, Fischblasen und Drei- und Vierpassen im Bogenfeld. Im Norden und Süden belichten im oberen Bereich je zwei Spitzbogenfenster und ein tiefer sitzendes Rundbogenfenster die Seitenschiffe. Die je drei Fenster der Seitenschiff-Vorbauten sind in flachen Blenden eingelassen, deren Lisenen und Rundbogenfriese romanische Formen aufnehmen. An der Südseite sind zwei weitere Blenden fensterlos. Das Schiff wird im Süden und Norden durch Rundbogenportale mit Hohlkehle erschlossen. Ein flacher Strebepfeiler an der Südwand endet in halber Höhe, ein weiterer Strebepfeiler stützt die Nordwestecke des Schiffs. Das einheitliche Dachwerk geht auf die Zeit nach 1723 zurück und ersetzt die ursprünglichen Querdächer über den einzelnen Jochen.
Der Chor mit einem Joch und steilem Fünfachtelschluss ist gegenüber dem Schiff niedriger und eingezogen und nur etwas breiter als das Mittelschiff. Er hat flache, ungegliederte Strebepfeiler mit schrägen Verdachungen. Vier hohe Spitzbogenfenster versorgen den Innenraum mit Licht. Das Maßwerk in der östlichen Chorwand ist dreibahnig, in den übrigen Fenstern zweibahnig. Ganz im Westen ist an jeder Seite je ein schmales Spitzbogenfenster eingelassen. Ein Spitzbogenportal an der Südseite diente ursprünglich dem Klerus als Priesterpforte. An der Nordseite ist eine kleine Sakristei auf quadratischem Grundriss angebaut, die im Norden und Osten durch kleine Spitzbogenfenster belichtet wird, an der Nordseite in einer großen viereckigen Blende mit Fries. Eine kleine überwölbte Krypta unter dem östlichen Bereich des Chores hat einen unregelmäßig fünfeckigen Grundriss. Sie dient heute als Heizungsraum. Außen an der Südwand ist eine graue Gedenktafel von 1914 zur 1000-jährigen Ersterwähnung der Kirche angebracht.

## Ausstattung

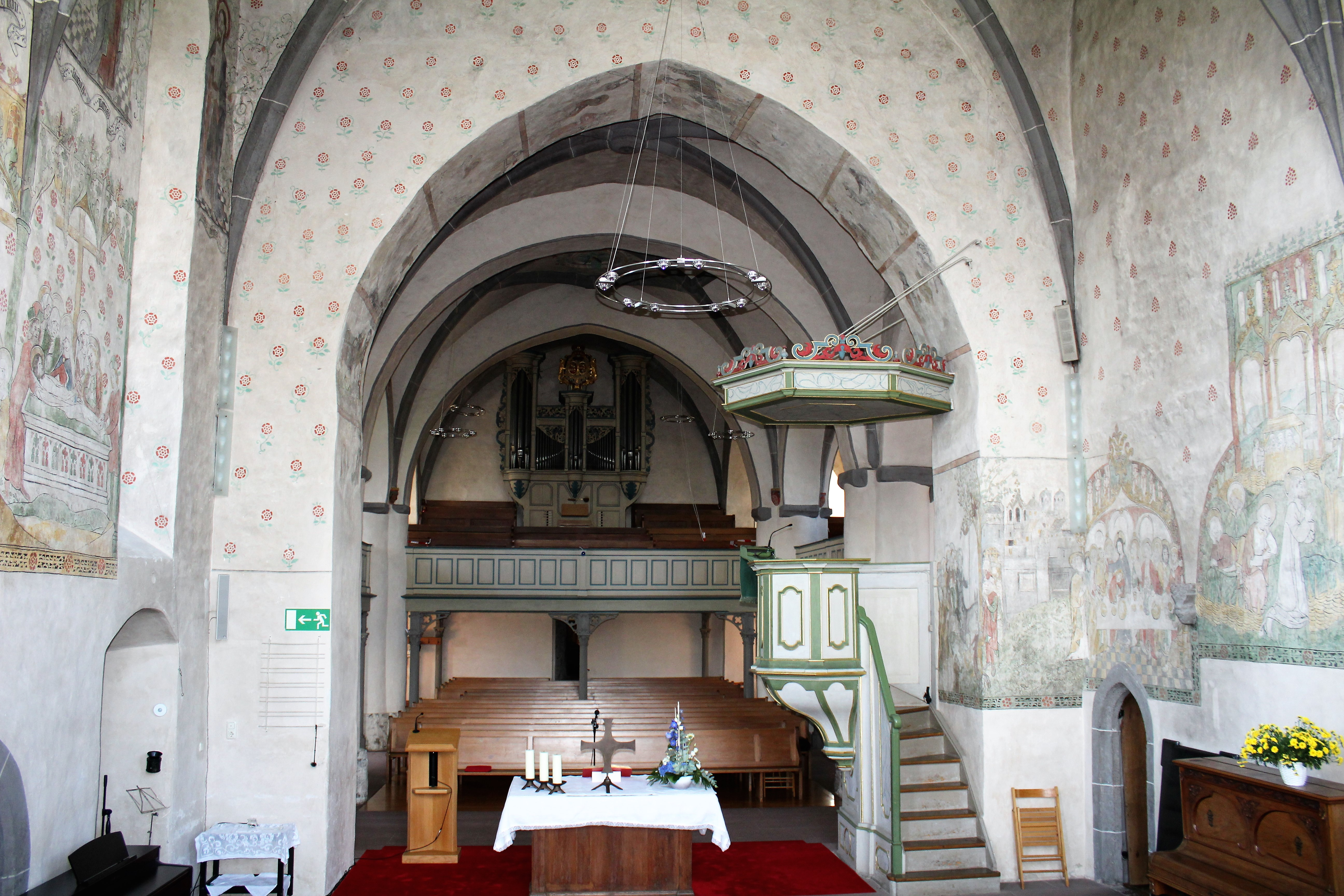
Chorraum mit Barockkanzel

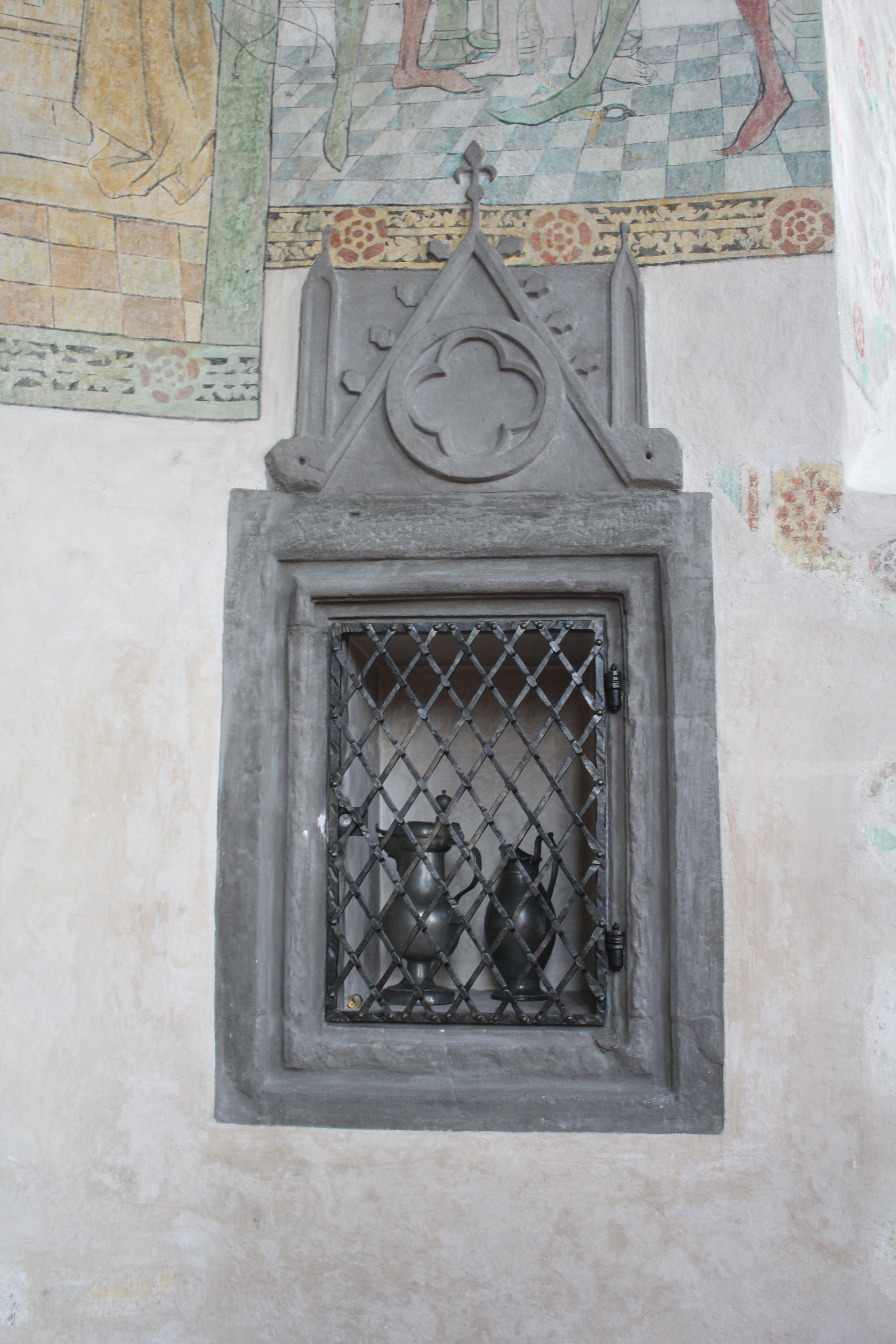
Spätgotische Sakramentsnische

Ein stumpfer Spitzbogen, dessen Innenflächen ausgemalt sind, öffnet den Chor zum Mittelschiff. Die barocken Stuckmedaillons im Netzgewölbe des Mittelschiffs gehen auf das 18. Jahrhundert zurück. Aus dieser Zeit stammen auch die Rankenmalereien im Vierungsjoch. An der Ostwand des nördlichen Vorbaus wurde eine große Christophorusmalerei freigelegt.
In der Nordwand des Chors ist eine eisenvergitterte Sakramentsnische aus spätgotischer Zeit eingelassen. Der Giebel ist als krabbenbesetzter und kreuzbekrönter Wimperg gestaltet, der einen Vierpass umschließt. Östlich der spitzbogigen Sakristeitür ist eine Konsole angebracht, deren Figur nicht erhalten ist.
Die dreiseitig umlaufende Empore des Langhauses aus den 1870er Jahren ruht auf gusseisernen Doppelsäulen mit Bügen in gotischen Formen. Die Emporenbrüstung hat schlichte hochrechteckige Füllungen. Die Kirche bietet 700 Besuchern Platz. Das moderne Kirchengestühl in den Schiffen und im Chor ist holzsichtig, ebenso der hölzerne Blockaltar und der Ambo. Die Kanzel des 18. Jahrhunderts ist im nördlichen Bereich des Chorbogens an einem Vorbau mit marmoriert bemalten Füllungen angebracht, der den Kanzelaufgang verbirgt. Der polygonale Kanzelkorb über einem geschwungenen Unterbau hat an den Kanzelfeldern Füllungen und vorkragende Kranzgesimse und korrespondiert mit einem achteckigen Schalldeckel.

## Fresken

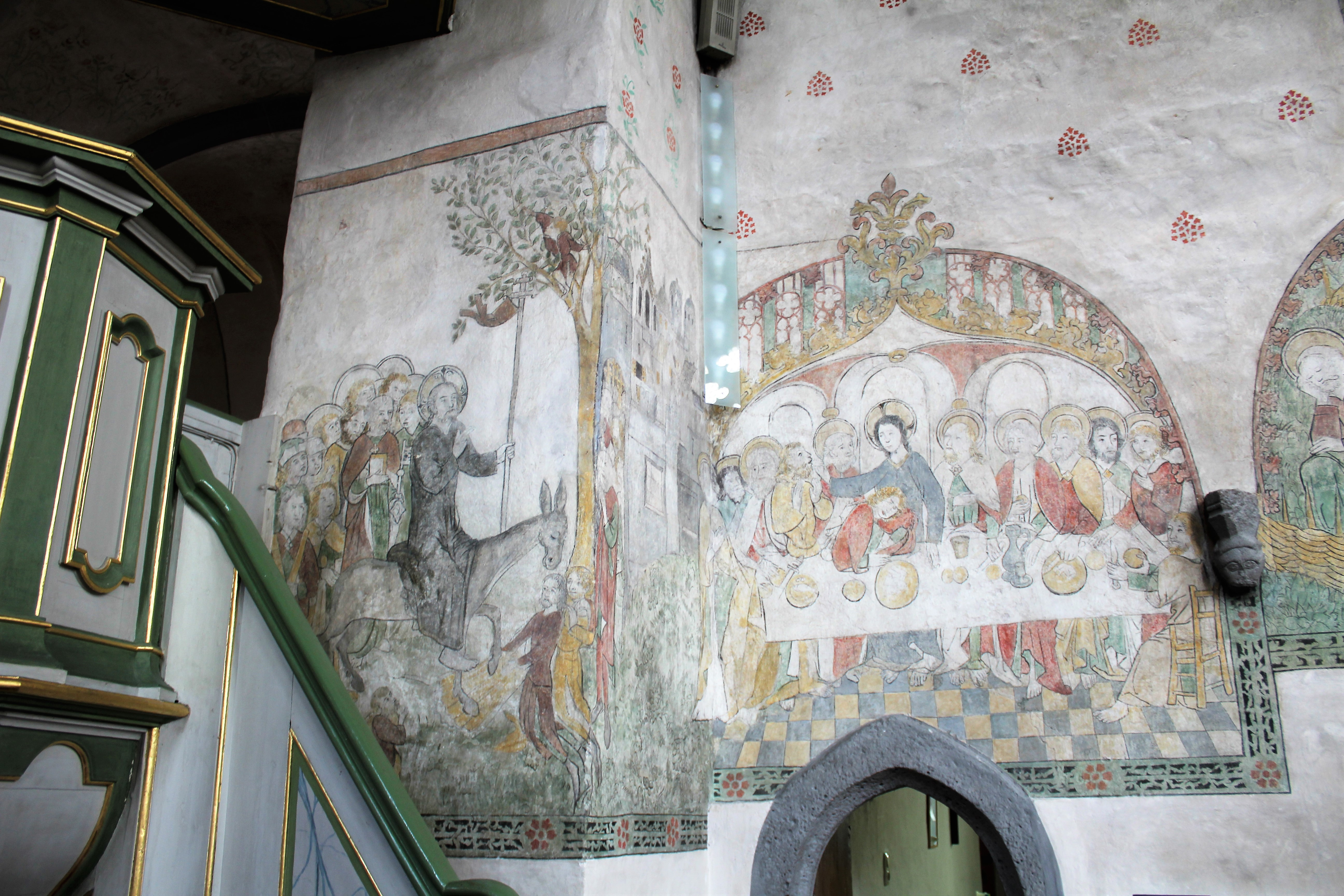
Einzug in Jerusalem und letztes Abendmahl

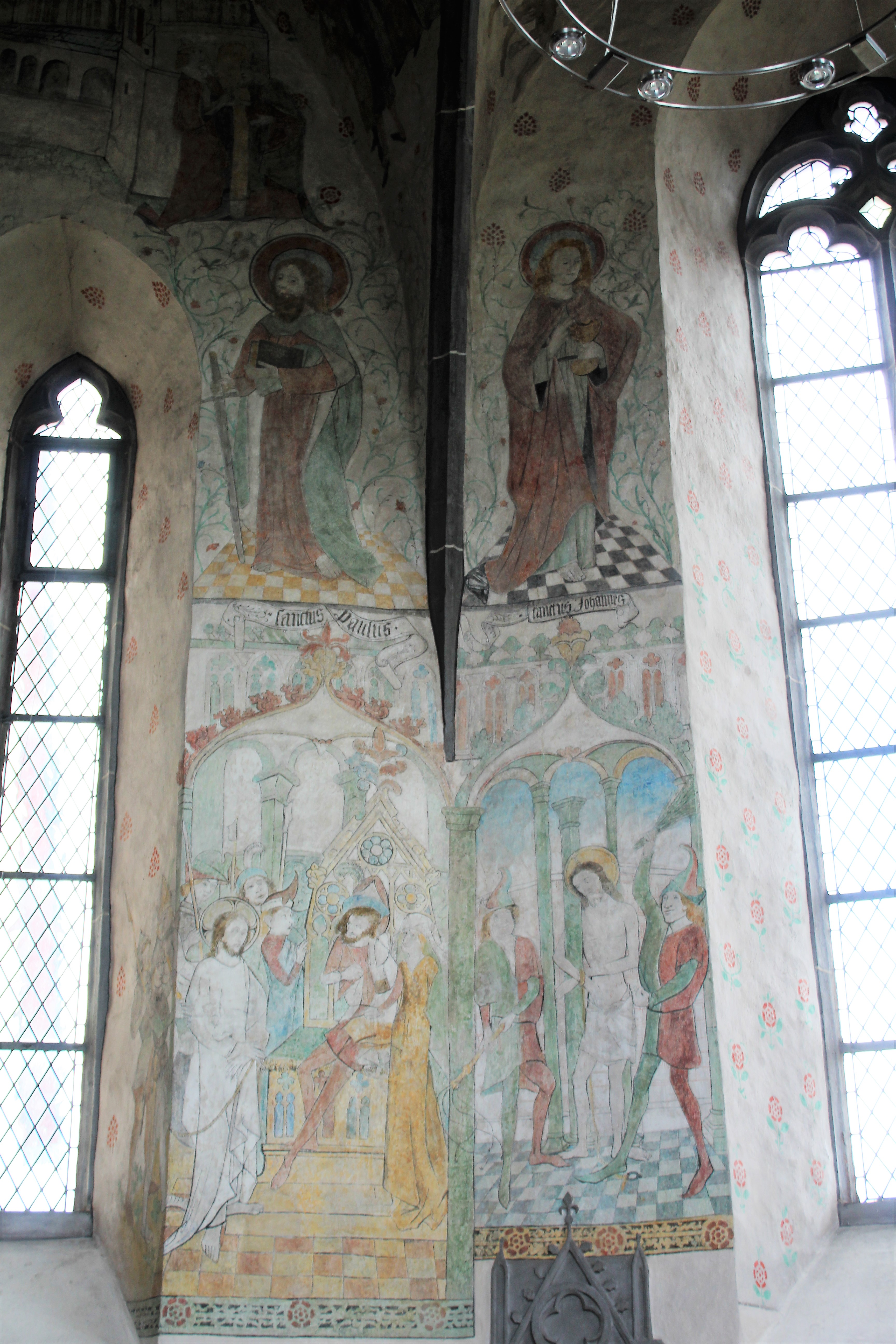
Apostel Paulus und Johannes (oben), Geißelung Christi (unten)

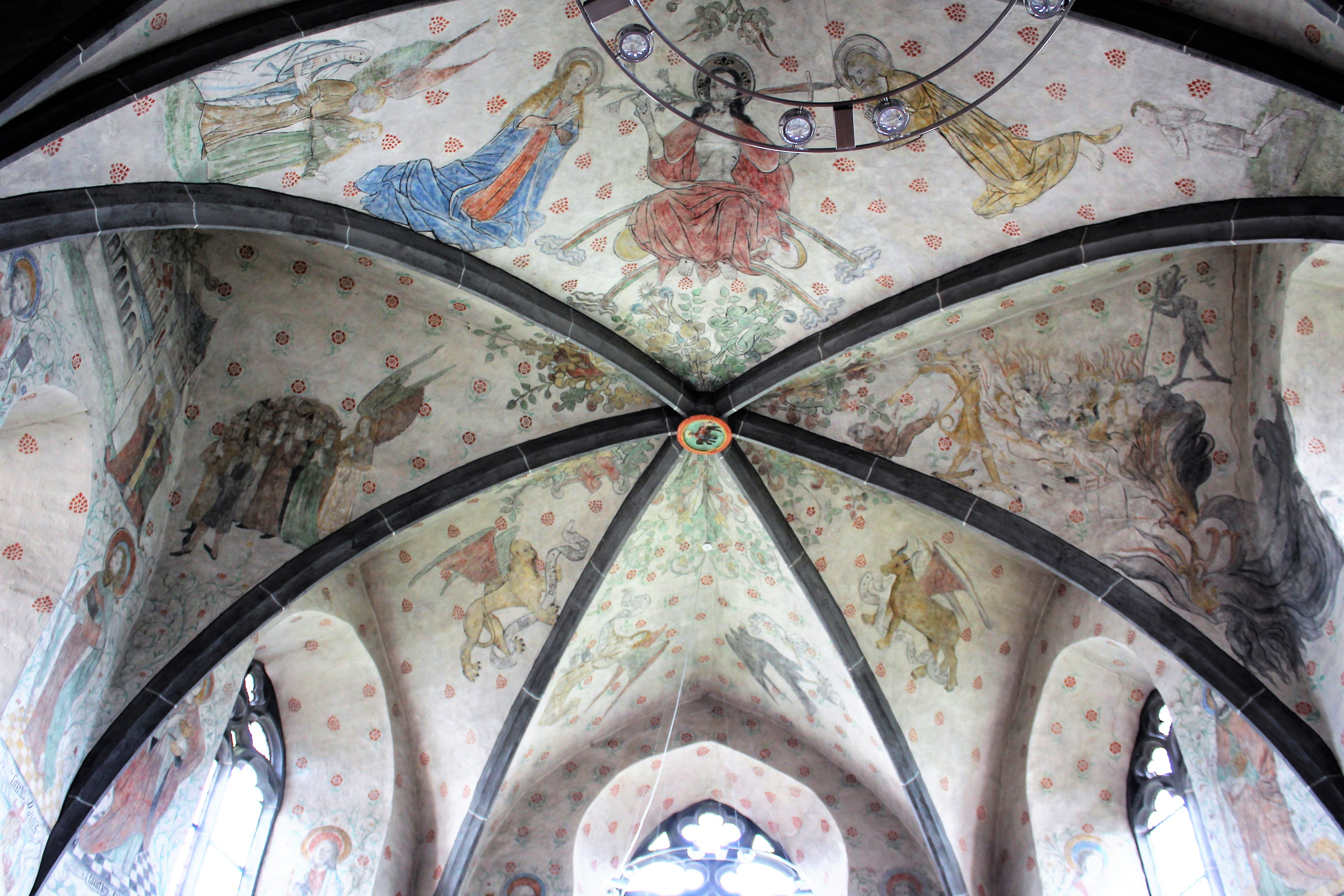
Deckenmalereien im Chor

Die bedeutenden spätgotischen Fresken im Chor aus den 1480er Jahren wurden durch flämische Maler geschaffen und sind den Malereien in der Evangelischen Kirche Ballersbach ähnlich. Sie sind polychrom mit einem Nachdruck auf Grüntönen und in drei Ebenen angeordnet, zwei Zyklen in Höhe der Fenster und der dritte auf den Gewölbekappen. Der Zyklus in der untersten Ebene hat die Passionsgeschichte Jesu in 16 verschiedenen Stationen zum Gegenstand, die vom Nordpfeiler des Chorbogens bis zum Chorportal im Süden reichen. Der Leidenszyklus beginnt mit dem Einzug in Jerusalem. Jesus reitet auf einem Esel und erhebt seine Rechte mit drei ausgestreckten Fingern als Hoheitsgeste, während Menschen aus dem Stadttor drängen und ihre Mäntel ausbreiten. Das Abendmahl Jesu findet an einem weiß gedeckten Tisch in einem fliesenbelegten Saal statt. Jesus reicht Judas Iskariot Brot, dessen löwenähnlicher Kopf ohne Heiligenschein dargestellt wird. In Getsemani kniet Jesus im Gebet, flankiert links von drei schlafenden Jüngern und rechts von einem Engel mit Kelch und Kreuz. Im Hintergrund erscheinen wohl drei Nornen unter einer Überdachung. Bei der Gefangennahme Jesu verrät Judas ihn mit einem Kuss, während Petrus einem Kriegsknecht ein Ohr abschlägt, das von Jesus wieder geheilt wird. In der fünften Szene erscheint wahrscheinlich Herodes Antipas als eleganter Höfling. Jesus steht bei der Geißelung mit gefesselten Händen an der Martersäule. Das Ecce homo von Pontius Pilatus und die Worte des Volkes „Tolle, tolle, crucifige eum“ („weg, weg, kreuzige ihn“) stehen auf Spruchbändern. Bei der Verspottung und Misshandlung hat Jesus verbundene Augen, hingegen werden die Kriegsknechte mit ausdrucksstarken Gesichtern dargestellt. Pilatus wäscht bei der Verurteilung seine Hände; etwas entfernt stehen Johannes und Maria. Vor allem Frauen begleiten Jesus bei der Kreuztragung in der zehnten Szene. Ungewöhnlicherweise ist Jesus dann nackt auf dem Kreuz sitzend zu sehen, als Kriegsknechte die Kreuzigung vorbereiten und andere um sein Gewand würfeln. Der Tod Jesu wird traditionell, mit den in der Bibel genannten Figuren geschildert. Josef von Arimathäa übernimmt die Kreuzabnahme. Die Grablegung geschieht in einer Tumba, die mit Maßwerk verziert ist. In der Höllenfahrt tritt Jesus mit Siegesfahne dem geöffneten, monsterhaften Höllenschlund entgegen, aus dem Flammen und die Verstorbenen aufsteigen. Das letzte Bild ist nur in Resten erhalten und zeigt die Auferstehung oder Himmelfahrt Jesu.
Die zwölf überlebensgroßen Apostelfiguren in der mittleren Ebene sind durch ihre Attribute (meist die Marterwerkzeuge, durch die sie umgekommen sein sollen) und Namensbänder identifizierbar. Neun von zwölf halten die Heilige Schrift in ihren Händen. Sie stehen auf einem schachbrettartig belegten Fliesenboden vor feinem Rankenwerk, das auch im Mittelschiff gemalt ist. Von Norden nach Süden sind zu sehen: Petrus mit einem Schlüssel, Paulus mit einem Schwert, Johannes mit einem Kelch, Jakobus der Ältere mit Pilgerstab, Andreas mit dem Andreaskreuz, Bartholomäus mit dem Messer, Jakobus der Jüngere und Judas Thaddäus und Thomas jeweils mit einer Keule, Simon Zelotes mit einer Säge, Matthias mit Pilgerstab und Philippus mit einer Hellebarde.
Das zweijochige Chorgewölbe ist vorwiegend mit Gerichtsszenen bemalt. Um die Schlusssteine sind ausladende gotische Rankenmalereien zu sehen. Der Schlussstein im Chorpolygon ist mit der Figur des hl. Martin auf einem schwarzen Pferd belegt. Das große zentrale Feld, die westliche Kappe des Polygons, stellt Christus als Weltenrichter am Jüngsten Tag dar. er thront in rotem Gewand mit einem Schwert und einem Lilienzweig aus dem Mund und mit segnend erhobener Hand auf einem doppelten Regenbogen (Offb 1,13–16 ). Er wird flankiert von einem Mann in gelbem Gewand und einer Frau in blauem Gewand, die beide in Gebetshaltung knien und vermutlich mit Maria Magdalena und Petrus zu identifizieren sind. In den je zwei angrenzenden seitlichen Feldern wird das Schicksal der Erlösten und der Verdammten Zug im Gericht geschildert: Zur Linken quälen Teufel mit Fratzen und Vogelkrallen und ist das Höllenfeuer zu sehen, auf der rechten Seite hingegen das Neue Jerusalem und den von Engeln begleiteten Zug der Seligen in die himmlische Stadt. Die Thematik des zweiseitigen Ergehens im Jüngsten Gericht prägt etliche weitere Details auf dem Chorgewölbe.
In den östlichen Kappen werden die vier Evangelisten als vier Gestalten aus Offb 4,7  in Form ihrer Evangelistensymbole dargestellt. Die Kappen des westlichen Jochs sind mit Posaunenengeln und Heiligen bemalt, während andere Engel die Leidenswerkzeuge tragen. An der westlichen Chorwand über dem Spitzbogen ist das Schweißtuch der Veronika zu sehen, das von zwei Engeln gehalten wird. An der Innenseite des Bogens zeigen zehn Malereien Märtyrerszenen, darunter das Begräbnis des hl. Sebaldus, die in ihrem ursprünglichen blassen Zustand belassen wurden. Zusammen mit je zwei Bildern auf den beiden Seiten des Chorbogens könnten die Vierzehn Nothelfer dargestellt worden sein.

## Orgel

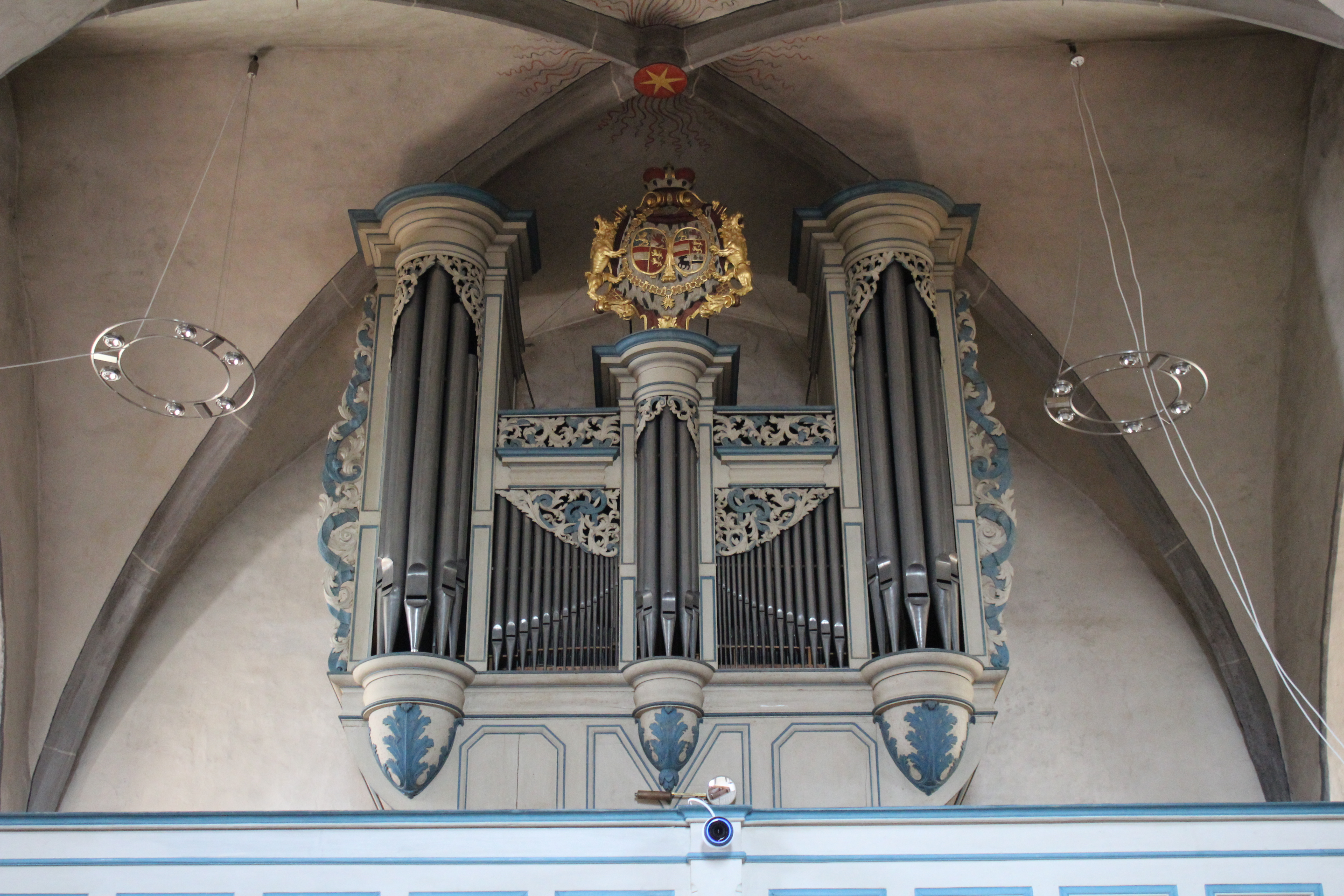
Wang-Orgel von 1732

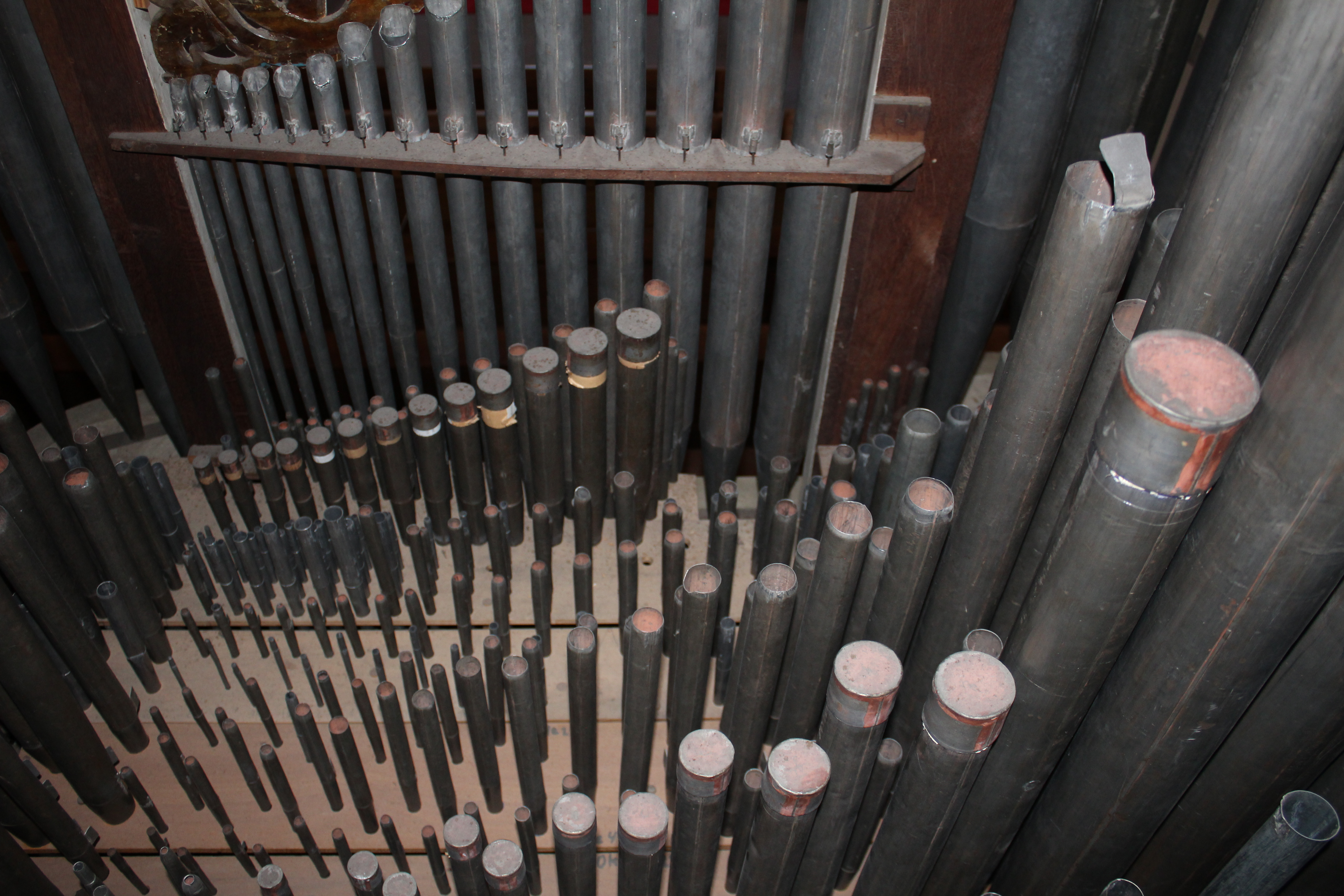
300 Jahre alte Orgelpfeifen

Die Kirchengemeinde schloss am 23. Oktober 1730 einen Vertrag mit Florentinus Wang aus Hadamar über eine neue Orgel. Sie sollte über 14 Register auf einem Manual und ein angehängtes Pedal sowie einen Tremulanten verfügen. Das vorhandene Instrument wurde in Zahlung gegeben. Wang lieferte das Instrument 1732 und stellte es an der Nordseite des Chors über der Sakristei auf. Kennzeichnend für Wang ist der fünfteilige Prospektaufbau mit zwei hohen Rundtürmen außen. Zwei hochrechteckige Flachfelder vermitteln zu einem niedrigen Rundturm in der Mitte. Ein Gesims verbindet die drei Rundtürme. Die Türme stehen auf mit Rankenwerk verzierten Konsolen. Über dem Mittelturm ist das vergoldete Wappen von Nassau-Oranien angebracht.
Im Jahr 1843 ersetzte Daniel Raßmann die Manualklaviatur und mindestens zwei Register und reparierte die drei Bälge in seiner Werkstatt in Möttau. Zur Freilegung der Malereien setzte sein Sohn Gustav Raßmann 1905 die Orgel auf die Westempore um und nahm in diesem Zuge eine weitere Umdisponierung vor, indem er die drei Register Quinte 6′, Terz und Zimbel durch sanfte Flöten- und Streichregister ersetzte. Bei der Restaurierung 1955 durch Orgelbau Hardt wurden die Raßmann-Register durch helle Register ausgetauscht, ohne die ursprüngliche Disposition wiederherzustellen. Die Manualklaviatur wurde 1969 ausgetauscht. 1990 folgte eine Restaurierung durch Förster & Nicolaus Orgelbau.
Die Disposition lautet wie folgt:
| I Manual CD–c3 |       |            |
| Gedackt        | 16′   | 1732/1936  |
| Principal      | 8′    | 1732       |
| Quintade       | 8′    | 1732       |
| Gedackt        | 8′    | 1732       |
| Octave         | 4′    | 1732       |
| Rohrflöte      | 4′    | 1843       |
| Quinte         | 3′    | 1732       |
| Octave         | 2′    | 1732       |
| Waldflöte      | 2′    | 1843       |
| Quinte         | 1 ⁄3′ | 1955       |
| Sifflöte       | 1′    | 1955       |
| Cornett V D    |       | meist 1955 |
| Mixtur IV      |       | 1732/1955  |
| Zimbel III     | 1′    | 1955       |

| Pedal CD–f0 |
| angehängt   |